# Zisterzienserinnenabtei Le Verger
Die Zisterzienserinnenabtei Le Verger war von 1225 bis 1792 ein Kloster der Zisterzienserinnen in Oisy-le-Verger, Département Nord, in Frankreich.

## Geschichte
Das Kloster Notre-Dame du Verger (nach: verger = Obstgarten) wurde 1225 im heutigen Oisy-le-Verger zwischen Douai und Cambrai am Ufer der Sensée gestiftet und durch die Französische Revolution zerstört. Von der Anlage ist nur noch ein Taubenturm übrig. Die Namen des Ortes Oisy-le-Verger, der Nachbargemeinde Aubencheul-au-Bac (aubencheul, abgeleitet von lateinisch abbatiuncula = Klösterchen), ferner eines Campingplatzes (Les Prés de l’Abbaye), sowie einer Straße (rue de l’Abbaye) und weiterer Örtlichkeiten erinnern an die Abtei.
Le Verger gehört zu einer Gruppe von 13 Zisterzienserinnenklöstern (Beaupré, Blendecques, Bonham, La Brayelle, Flines, Fontenelles, Marquette, Les Prés, Ravensberg, Le Verger, Le Vivier, La Woestyne, Fontenelle), die um 1200 innerhalb kurzer Zeit und auf engem Raum privat gestiftet wurden und der nur fünf Zisterzienserklöster (Cercamp, Clairmarais, Longvillers, Loos und Vaucelles) gegenüberstehen.